# 茲拉特納

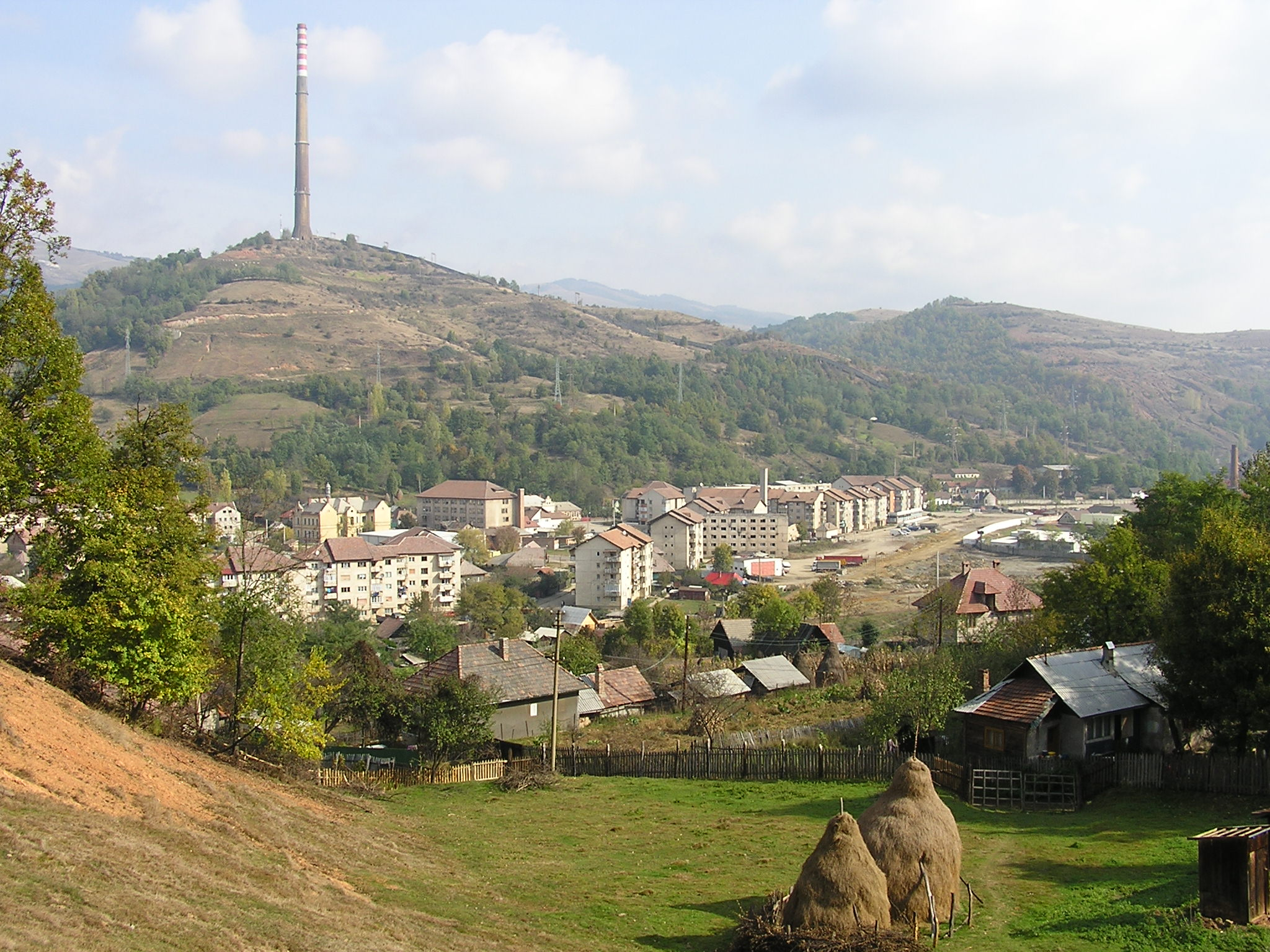

茲拉特納是羅馬尼亞的城鎮，位於該國西部，距離首府阿爾巴尤利亞27公里，由阿爾巴縣負責管轄，面積240.65平方公里，海拔高度423米，2007年人口8,335，大多數居民信奉東正教。